# Bahnstrecke Regensburg–Weiden
| Donaubrücke Schwabelweis bei Regensburg (1859) |                                                                                                 |                                                     |                                                     |
| |                                                                                                 |                                                     |                                                     |
| Streckennummer (DB): | 5860                                                                                            |                                                     |                                                     |
| Kursbuchstrecke (DB): | 855                                                                                             |                                                     |                                                     |
| Kursbuchstrecke: | 425 (1946) 424e (Regensburg Hbf – Regensburg-Wutzlhofen 1946) 423 (Schwandorf – Irrenlohe 1946) |                                                     |                                                     |
| Streckenlänge: | 86,617 km                                                                                       |                                                     |                                                     |
| Spurweite: | 1435 mm (Normalspur)                                                                            |                                                     |                                                     |
| Streckenklasse: | D4                                                                                              |                                                     |                                                     |
| Minimaler Radius: | 190 m                                                                                           |                                                     |                                                     |
| Streckengeschwindigkeit: | 160 km/h                                                                                        |                                                     |                                                     |
| Zugbeeinflussung: | PZB, ZUB122, ZUB262                                                                             |                                                     |                                                     |
| Zweigleisigkeit: | durchgehend                                                                                     |                                                     |                                                     |
| |                                                                                                 |                                                     |                                                     |
| \| \| \| von Nürnberg Hbf \| \| \| \| \| von Ingolstadt Hbf \| \| \| \| 0,000 \| Regensburg Hbf \| 339 m \| \| \| \| Bundesstraße 15 \| \| \| \| \| nach München Hbf \| \| \| \| \| von Regensburg Ost \| \| \| \| 2,743 \| Regensburg Hafenbrücke (Abzw) \| Regensburg Hafenbrücke (Abzw) \| \| \| 3,258 \| Donau (Eisenbahnbrücke Schwabelweis, 333 m) \| Donau (Eisenbahnbrücke Schwabelweis, 333 m) \| \| \| \| Bundesstraße 8 und Bundesstraße 15 \| \| \| \| \| Walhallabahn \| \| \| \| \| vom Lokalbahnhof Walhallastraße \| \| \| \| 4,312 \| Regensburg Walhallastraße (Personenverkehr geplant) \| Regensburg Walhallastraße (Personenverkehr geplant) \| \| \| 6,100 \| Regensburg-Konradsiedlung \| Regensburg-Konradsiedlung \| \| \| 7,479 \| Regensburg-Wutzlhofen (Personenverkehr geplant) \| Regensburg-Wutzlhofen (Personenverkehr geplant) \| \| \| \| nach Falkenstein (Oberpf) \| \| \| \| \| Bundesstraße 15 \| \| \| \| 11,600 \| Regendorf \| Regendorf \| \| \| 15,066 \| Regenstauf \| 339 m \| \| \| \| Regen (136 m) \| \| \| \| \| Diesenbach (Personenverkehr geplant) \| \| \| \| \| Neutrassierung geplant \| \| \| \| \| Bundesautobahn 93 \| \| \| \| \| Ponholz (geplant) \| \| \| \| \| Anschluss Maxhütte \| \| \| \| 23,980 \| Ponholz[1] \| 377 m \| \| \| \| \| \| \| \| 27,154 \| Maxhütte-Haidhof (Keilbahnhof) \| 390 m \| \| \| \| nach Burglengenfeld \| \| \| \| 33,100 \| Loisnitz \| Loisnitz \| \| \| 36,055 \| Klardorf (früher Pers.-Halt) \| Klardorf (früher Pers.-Halt) \| \| \| \| Anschluss Nabwerk Schwandorf \| \| \| \| \| Werkbahn BBI Wackersdorf \| \| \| \| \| von Furth im Wald \| \| \| \| 42,600 \| Schwandorf \| 359 m \| \| \| 43,142 \| Naab (174 m) \| Naab (174 m) \| \| \| 46,926 \| Irrenlohe \| 360 m \| \| \| \| nach Nürnberg \| \| \| \| \| Anschluss Tonwerk Buchtal (Buchtalbahn) \| \| \| \| 50,892 \| Schwarzenfeld (Oberpf) \| Schwarzenfeld (Oberpf) \| \| \| \| Bahnstrecke Nabburg–Schönsee \| \| \| \| \| von Schönsee (Oberpf) \| \| \| \| 58,280 \| Nabburg \| 368 m \| \| \| 62,815 \| Pfreimd \| 372 m \| \| \| \| Bundesautobahn 93 \| \| \| \| \| Bundesautobahn 6 \| \| \| \| 69,200 \| Bundesstraße 14 \| Bundesstraße 14 \| \| \| 69,549 \| Wernberg \| 382 m \| \| \| 75,720 \| Luhe \| Luhe \| \| \| 78,115 \| Luhe-Wildenau \| 389 m \| \| \| \| Bundesautobahn 93 \| \| \| \| \| Haidenaab (50 m) \| \| \| \| 81,500 \| Rothenstadt \| Rothenstadt \| \| \| \| von Neukirchen (b Sulzbach-Rosenberg) \| \| \| \| \| Bundesautobahn 93 \| \| \| \| 86,617 \| Weiden (Oberpf) \| 397 m \| \| \| \| nach Bayreuth Hbf \| \| \| \| \| nach Oberkotzau \| \| \| \| \| \| \| \| Quellen: [2][3][4] \| \| \| \| |                                                                                                 |                                                     |                                                     |
| Strecke |                                                                                                 | von Nürnberg Hbf                                    | von Nürnberg Hbf                                    |
| Abzweig geradeaus und von rechts |                                                                                                 | von Ingolstadt Hbf                                  | von Ingolstadt Hbf                                  |
| Bahnhof | 0,000                                                                                           | Regensburg Hbf                                      | 339 m                                               |
| Brücke |                                                                                                 | Bundesstraße 15                                     | Bundesstraße 15                                     |
| Abzweig geradeaus und nach rechts |                                                                                                 | nach München Hbf                                    | nach München Hbf                                    |
| Abzweig geradeaus und von rechts |                                                                                                 | von Regensburg Ost                                  | von Regensburg Ost                                  |
| Blockstelle | 2,743                                                                                           | Regensburg Hafenbrücke (Abzw)                       | Regensburg Hafenbrücke (Abzw)                       |
| Brücke über Wasserlauf | 3,258                                                                                           | Donau (Eisenbahnbrücke Schwabelweis, 333 m)         | Donau (Eisenbahnbrücke Schwabelweis, 333 m)         |
| Brücke |                                                                                                 | Bundesstraße 8 und Bundesstraße 15                  | Bundesstraße 8 und Bundesstraße 15                  |
| Kreuzung geradeaus oben (Querstrecke außer Betrieb) |                                                                                                 | Walhallabahn                                        | Walhallabahn                                        |
| Abzweig geradeaus und ehemals von rechts |                                                                                                 | vom Lokalbahnhof Walhallastraße                     | vom Lokalbahnhof Walhallastraße                     |
| Dienststation / Betriebs- oder Güterbahnhof | 4,312                                                                                           | Regensburg Walhallastraße (Personenverkehr geplant) | Regensburg Walhallastraße (Personenverkehr geplant) |
| ehemaliger Bahnhof | 6,100                                                                                           | Regensburg-Konradsiedlung                           | Regensburg-Konradsiedlung                           |
| Dienststation / Betriebs- oder Güterbahnhof | 7,479                                                                                           | Regensburg-Wutzlhofen (Personenverkehr geplant)     | Regensburg-Wutzlhofen (Personenverkehr geplant)     |
| Abzweig geradeaus und ehemals nach rechts |                                                                                                 | nach Falkenstein (Oberpf)                           | nach Falkenstein (Oberpf)                           |
| Brücke |                                                                                                 | Bundesstraße 15                                     | Bundesstraße 15                                     |
| ehemaliger Haltepunkt / Haltestelle | 11,600                                                                                          | Regendorf                                           | Regendorf                                           |
| Bahnhof | 15,066                                                                                          | Regenstauf                                          | 339 m                                               |
| Brücke über Wasserlauf |                                                                                                 | Regen (136 m)                                       | Regen (136 m)                                       |
| ehemaliger Haltepunkt / Haltestelle |                                                                                                 | Diesenbach (Personenverkehr geplant)                | Diesenbach (Personenverkehr geplant)                |
| Verschwenkung von links (Strecke außer Betrieb) · Verschwenkung von rechts |                                                                                                 | Neutrassierung geplant                              | Neutrassierung geplant                              |
| Brücke (Strecke außer Betrieb) · Brücke |                                                                                                 | Bundesautobahn 93                                   | Bundesautobahn 93                                   |
| Haltepunkt / Haltestelle (Strecke außer Betrieb) · Strecke |                                                                                                 | Ponholz (geplant)                                   | Ponholz (geplant)                                   |
| Strecke (außer Betrieb) · Abzweig geradeaus und ehemals nach links |                                                                                                 | Anschluss Maxhütte                                  | Anschluss Maxhütte                                  |
| Strecke (außer Betrieb) · ehemaliger Bahnhof | 23,980                                                                                          | Ponholz                                             | 377 m                                               |
| Verschwenkung nach links (Strecke außer Betrieb) · Verschwenkung nach rechts |                                                                                                 |                                                     |                                                     |
| Bahnhof | 27,154                                                                                          | Maxhütte-Haidhof (Keilbahnhof)                      | 390 m                                               |
| Abzweig geradeaus und nach links |                                                                                                 | nach Burglengenfeld                                 | nach Burglengenfeld                                 |
| ehemaliger Haltepunkt / Haltestelle | 33,100                                                                                          | Loisnitz                                            | Loisnitz                                            |
| Dienststation / Betriebs- oder Güterbahnhof | 36,055                                                                                          | Klardorf (früher Pers.-Halt)                        | Klardorf (früher Pers.-Halt)                        |
| Abzweig geradeaus und ehemals von links |                                                                                                 | Anschluss Nabwerk Schwandorf                        | Anschluss Nabwerk Schwandorf                        |
| Kreuzung geradeaus oben (Querstrecke außer Betrieb) |                                                                                                 | Werkbahn BBI Wackersdorf                            | Werkbahn BBI Wackersdorf                            |
| Abzweig geradeaus und von rechts |                                                                                                 | von Furth im Wald                                   | von Furth im Wald                                   |
| Bahnhof | 42,600                                                                                          | Schwandorf                                          | 359 m                                               |
| Brücke über Wasserlauf | 43,142                                                                                          | Naab (174 m)                                        | Naab (174 m)                                        |
| Bahnhof | 46,926                                                                                          | Irrenlohe                                           | 360 m                                               |
| Abzweig geradeaus und nach links |                                                                                                 | nach Nürnberg                                       | nach Nürnberg                                       |
| Abzweig geradeaus und von links |                                                                                                 | Anschluss Tonwerk Buchtal (Buchtalbahn)             | Anschluss Tonwerk Buchtal (Buchtalbahn)             |
| Bahnhof | 50,892                                                                                          | Schwarzenfeld (Oberpf)                              | Schwarzenfeld (Oberpf)                              |
| Kreuzung geradeaus unten (Querstrecke außer Betrieb) |                                                                                                 | Bahnstrecke Nabburg–Schönsee                        | Bahnstrecke Nabburg–Schönsee                        |
| Abzweig geradeaus und von links |                                                                                                 | von Schönsee (Oberpf)                               | von Schönsee (Oberpf)                               |
| Bahnhof | 58,280                                                                                          | Nabburg                                             | 368 m                                               |
| Haltepunkt / Haltestelle | 62,815                                                                                          | Pfreimd                                             | 372 m                                               |
| Strecke mit Straßenbrücke |                                                                                                 | Bundesautobahn 93                                   | Bundesautobahn 93                                   |
| Strecke mit Straßenbrücke |                                                                                                 | Bundesautobahn 6                                    | Bundesautobahn 6                                    |
| Brücke | 69,200                                                                                          | Bundesstraße 14                                     | Bundesstraße 14                                     |
| Bahnhof | 69,549                                                                                          | Wernberg                                            | 382 m                                               |
| Haltepunkt / Haltestelle | 75,720                                                                                          | Luhe                                                | Luhe                                                |
| Haltepunkt / Haltestelle | 78,115                                                                                          | Luhe-Wildenau                                       | 389 m                                               |
| Strecke mit Straßenbrücke |                                                                                                 | Bundesautobahn 93                                   | Bundesautobahn 93                                   |
| Brücke über Wasserlauf |                                                                                                 | Haidenaab (50 m)                                    | Haidenaab (50 m)                                    |
| ehemaliger Haltepunkt / Haltestelle | 81,500                                                                                          | Rothenstadt                                         | Rothenstadt                                         |
| Abzweig geradeaus und von links |                                                                                                 | von Neukirchen (b Sulzbach-Rosenberg)               | von Neukirchen (b Sulzbach-Rosenberg)               |
| Strecke mit Straßenbrücke |                                                                                                 | Bundesautobahn 93                                   | Bundesautobahn 93                                   |
| Bahnhof | 86,617                                                                                          | Weiden (Oberpf)                                     | 397 m                                               |
| Abzweig geradeaus und nach links |                                                                                                 | nach Bayreuth Hbf                                   | nach Bayreuth Hbf                                   |
| Strecke |                                                                                                 | nach Oberkotzau                                     | nach Oberkotzau                                     |
| |                                                                                                 |                                                     |                                                     |
| Quellen: |                                                                                                 |                                                     |                                                     |

Die Bahnstrecke Regensburg–Weiden ist eine zweigleisige, nicht elektrifizierte Hauptbahn in Bayern. Sie verbindet die oberpfälzische Bezirkshauptstadt Regensburg über Schwandorf mit Weiden in der Oberpfalz.

## Eröffnungsgeschichte
Die Strecke wurde in mehreren Teilabschnitten eröffnet. Die maßgeblichen Abschnitte wurden von der AG der Bayerischen Ostbahnen gebaut und bis zu deren Verstaatlichung 1876 betrieben.
Als Erstes wurde am 12. Dezember 1859 der Abschnitt Regensburg–Schwandorf–Irrenlohe als Teil der Bahnstrecke Nürnberg–Regensburg (damals über Schwandorf, nicht wie heute auf direktem Wege) eröffnet. Vier Jahre später, am 1. Oktober 1863, wurde von Irrenlohe aus eine Zweiglinie nach Weiden eröffnet.

## Streckenbeschreibung

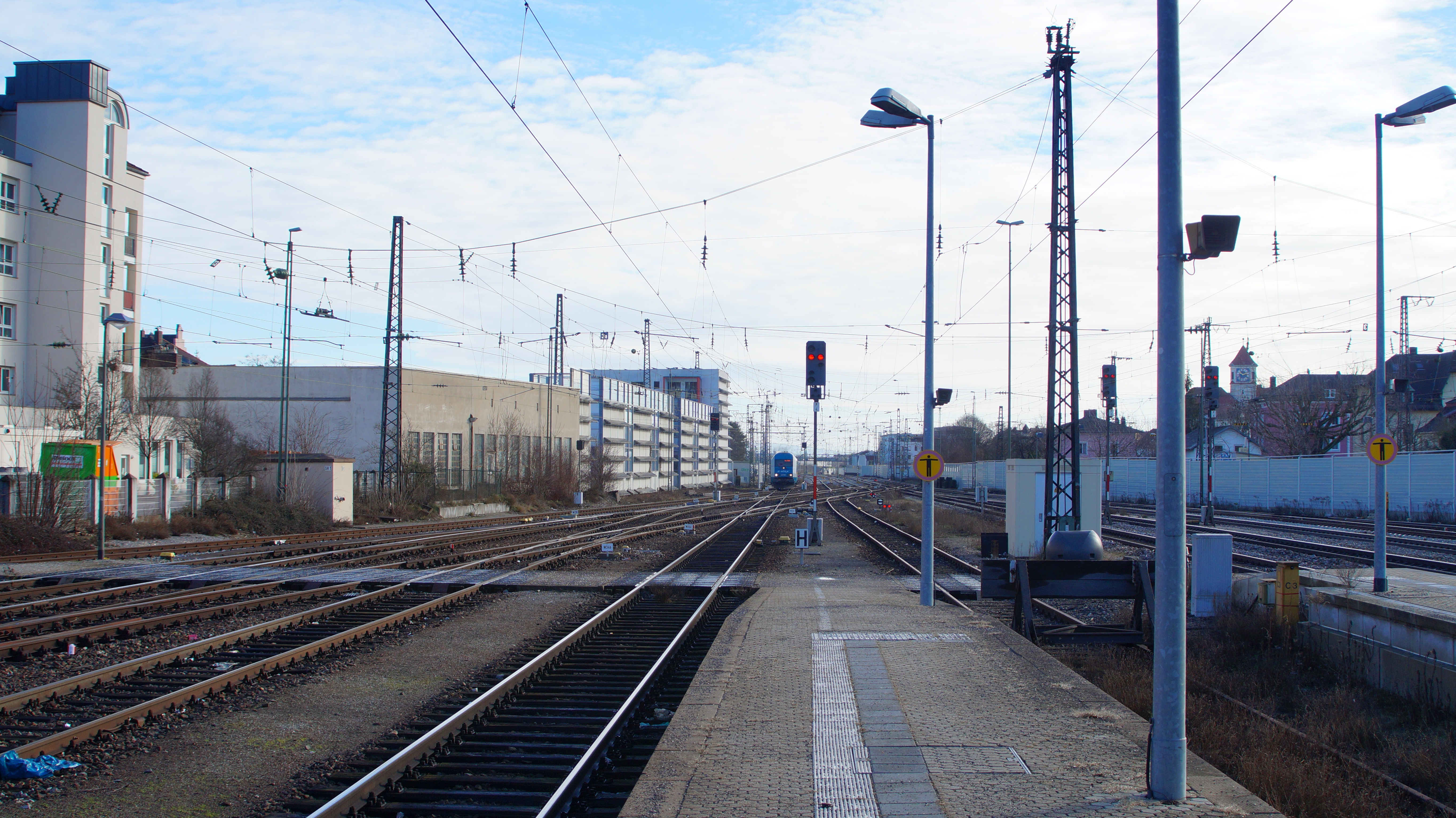
Ostkopf des Hauptbahnhofs Regensburg mit aus Richtung Hof einfahrendem Zug der Länderbahn

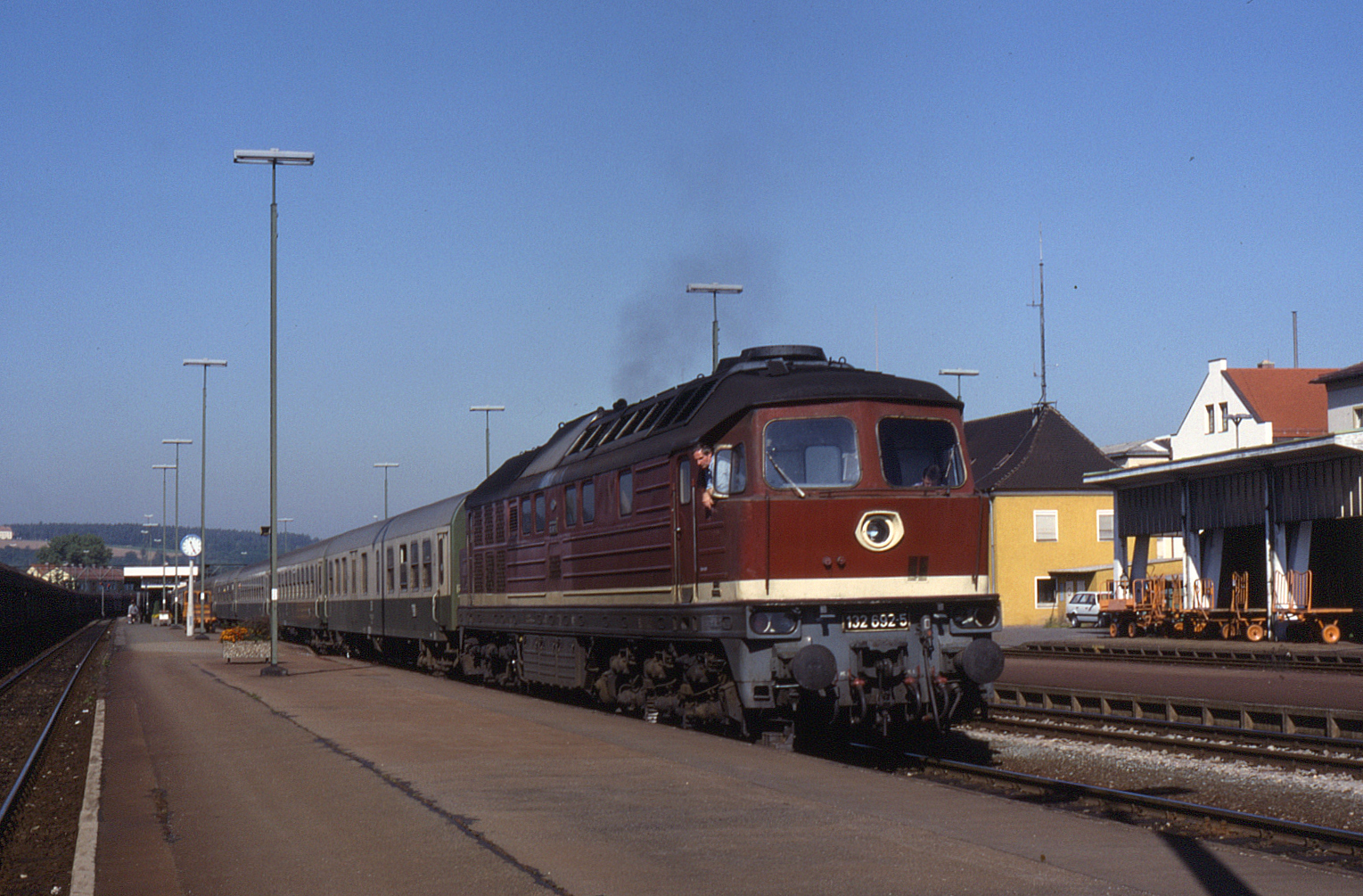
Reisezug mit Diesellokomotive der Baureihe 132 der Deutschen Reichsbahn im Bahnhof Schwandorf, 1991

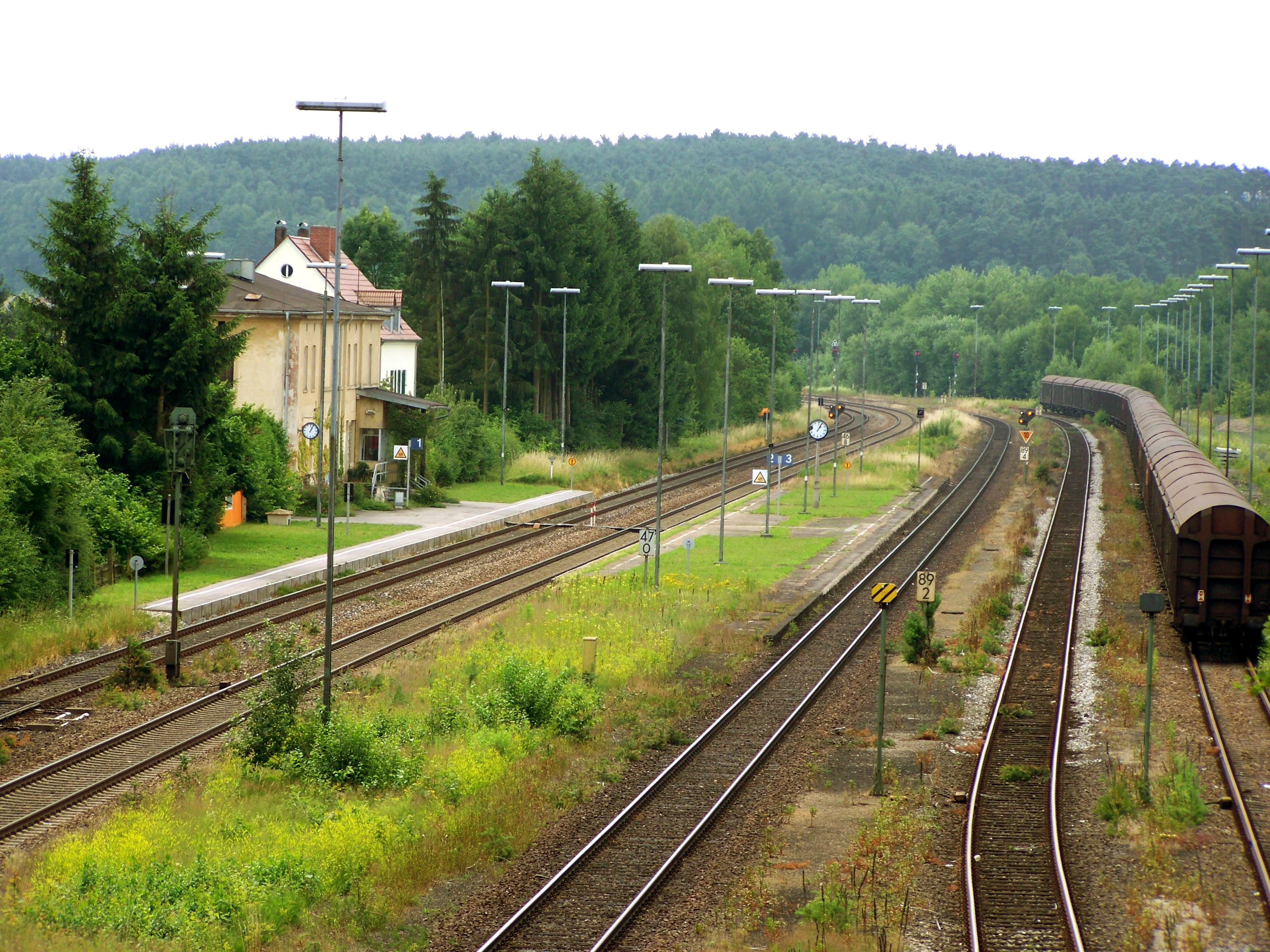
Bahnhof Irrenlohe, mittig das Gleis aus Richtung Nürnberg, 2009

Die Strecke beginnt im Regensburger Hauptbahnhof, der südlich der Altstadt auf einer Niederterrasse der Donau liegt und führt von dort zunächst gebündelt mit der Bahnstrecke nach Passau ostwärts. In Höhe des Safferlinger Stegs trennen sich die Strecken: Die Strecke nach Passau schwenkt nach Süden, die Strecke nach Weiden führt nach Norden durch das Regensburger Hafengebiet und überquert zuerst den Westhafen und dann die Donau über die Eisenbahnbrücke Schwabelweis. Die Trasse führt nun östlich an den Regensburger Stadtteilen Konradsiedlung, Wutzlhofen und Haslbach vorbei am Fuße des Bayerischen Waldes. Östlich von Zeitlarn quert sie die Niederung des Wenzenbachs, schwenkt nach Nordwesten und folgt dem Regen auf dessen östlichen Talboden bis Regenstauf. Nach Regenstauf überquert die Strecke den Regen, folgt kurz dem Diesenbachtal, überquert die A 93 und umfährt den Ponholzer Forst zur Höhengewinnung in einer Schleife. Am Ort Ponholz vorbei verläuft die Strecke weiter in Richtung Norden nach Maxhütte-Haidhof, wo die Bahnstrecke nach Burglengenfeld abzweigt. Weiter geht es dann zwischen Naab und der A 93 hinab ins weite Naabtal weitgehend geradlinig nach Schwandorf.
Der Bahnhof Schwandorf ist ein wichtiger Eisenbahnknoten in der Oberpfalz. Dort trifft die Nord-Süd-Verbindung von Dresden über Hof nach Regensburg und München auf die West-Ost-Verbindung von Frankfurt über Nürnberg nach Furth im Wald und Prag. Die Strecke von Furth im Wald trifft südlich des Bahnhofs von Osten auf die Strecke Regensburg–Weiden, die Strecke nach Nürnberg zweigt im vier Kilometer nördlich liegenden Bahnhof Irrenlohe westlich von ihr ab.
Nachdem die Strecke die Naab überquert und den Trennungsbahnhof Irrenlohe hinter sich gelassen hat, führt sie weitgehend am westlichen Hangfuß des Naabtals weiter nach Norden. Man passiert Schwarzenfeld und trifft bei Stulln auf die Überreste der Bahnstrecke von Schönsee. Diese ehemalige Lokalbahn überquerte die Naab und die Hauptstrecke nach Weiden und verlief anschließend auf deren westlicher Seite nach Nabburg, wo die Nebenbahn bis 1994 ihren Ausgangspunkt hatte. Die Hauptstrecke verläuft weiter am rechten Ufer der Naab entlang an Pfreimd, Wernberg-Köblitz und Luhe-Wildenau vorbei nach Weiden in der Oberpfalz. Der Bahnhof ist wie der von Schwandorf ein Knotenpunkt, da dort die Strecken von Nürnberg (über Neukirchen bei Sulzbach-Rosenberg) und nach Bayreuth abzweigen. Neben einem ehemaligen Betriebswerk, das bis in die 1990er Jahre bestand, befindet sich in Weiden ein Ausbesserungswerk für Reisezugwagen (PFA Weiden), das mittlerweile zur Stadler Rail gehört.

## Streckengeschichte

### Buchtalbahn 1930–2009
In Schwarzenfeld schloss die Mitte der 1930er Jahre erbaute, gut 3 km lange Buchtalbahn an, eine vordringlich der Buchtal AG dienende Güterbahn. Diese hatte dort Anschluss an umfangreiche Feldbahnanlagen.
Für die dort beschäftigten und in Schwarzenfeld untergebrachten Arbeiter wurde in Schwarzenfeld eine eigene Siedlung gebaut. Um diese Arbeiter zum Werksgelände zu bringen, wurde die Strecke auch für Personenzüge genutzt, die bis mindestens 1961 verkehrten. Für den Betrieb dieser Strecke war mindestens eine Mallet-Lokomotive mit der Nummer 3 und der Bauart B'Bn 4vt vorhanden. Für den Rangierbetrieb gab es von 1968 bis 1998 eine Diesellok.
Eine Befahrung der Strecke mit einem Sonderzug ist von 1988 bekannt. Der Güterverkehr auf der Strecke wurde im Lauf des Jahres 2009 eingestellt.
Zudem gab es in Schwarzenfeld eine Grubenanschlussbahn vom Bahnhof Schwarzenfeld zur Grube Bavaria in Schmidgaden mit dem Namen Buchtalbahn.

### Streckenverlegung nördlich von Schwandorf 1984
Vor 1945 wurde nördlich von Schwandorf mit der Streckenbegradigung und dem Neubau der Naabbrücke begonnen. Erst in den achtziger Jahren wurde der Bau weitergeführt und im Oktober 1984 vollendet. Der nördliche Bahnhofskopf von Schwandorf musste wegen der Streckenumlegung umgebaut werden.

### Umgehung Schwandorf 2008
Im Rahmen des mittlerweile gestrichenen Projektes Donau-Moldau-Bahn war im Jahr 2008 eine südöstliche Umgehungskurve Schwandorfs geplant, die den bisherigen Richtungswechsel der von München nach Prag verkehrenden Züge überflüssig machen und somit zu einer Fahrzeitverkürzung führen sollte.

## Aktuelles

### Ausbauzustand
Die Strecke ist auf voller Länge zweigleisig ausgebaut und nicht elektrifiziert. Die streckenbezogene Höchstgeschwindigkeit beträgt 160 km/h, nachdem die Strecke bis Dezember 2005 für bogenschnellen Betrieb ausgebaut wurde.

### Verkehr
Die Regionalbahn-Leistungen auf der Gesamtstrecke wurden bis zum Fahrplanwechsel im Dezember 2014 von der Vogtlandbahn mit Dieseltriebwagen vom Typ Desiro erbracht. Danach übernahm die Oberpfalzbahn mit Triebwagen des Typs Alstom Coradia LINT 41 den Betrieb.
Jeweils im Stundentakt verkehren die Linien RE 40 Regensburg–Schwandorf–Nürnberg und RB 23 Regensburg–Schwandorf–Weiden–Marktredwitz.
Zweistündlich verkehren alex-Züge von München über Regensburg und Schwandorf nach Prag. In der anderen Stunde verkehrt DB Regio als RE 2 von München über Regensburg und Schwandorf nach Hof Hbf.
Der Abschnitt Regensburg – Weiden (Oberpf) ist in den Regensburger Verkehrsverbund (RVV) integriert.

## Zukunft

### Bahnübergang Nabburg
Um den Bahnübergang der Staatsstraße 2040 am Rand der Altstadt von Nabburg zu beseitigen, entwarf das Staatliche Bauamt Amberg-Sulzbach Pläne zur Verlegung der Staatsstraße mit Unterführung unter der Bahnstrecke und neuer Naabbrücke. Da der Nabburger Stadtrat der Ansicht war, dass das nicht die beste Lösung sei, klagte die Stadt erfolglos gegen den Planfeststellungsbeschluss und ließ stattdessen in einer Machbarkeitsstudie eine Verlegung der Bahnstrecke in einen Tunnel unter der Altstadt mit Beseitigung aller drei Bahnübergänge in Stadtgebiet zeigen.
Zeitgleich mit der Bundestagswahl am 23. Februar 2025 wurde in Nabburg ein Bürgerentscheid durchgeführt. Dabei stimmten 71,5 % dafür, „dass die Stadt Nabburg im Rahmen des Planungsverfahrens zur Elektrifizierung der Bahnstrecke Hof-Regensburg alle Möglichkeiten ausschöpft, um die drei im Stadtgebiet befindlichen Bahnübergänge durch den Bau eines Tunnels zu ersetzen“, und das Ratsbegehren wurde angenommen.

### Elektrifizierung der Strecke
Zusammen mit der nördlich anschließenden Strecke nach Marktredwitz soll die Strecke Regensburg–Weiden als Teil des Ostkorridors Süd, der im aktuellen Bundesverkehrswegeplan als Projekt Nr. 16 (ABS Hof – Marktredwitz – Regensburg – Obertraubling) als „Neues Vorhaben“ im Abschnitt „Vordringlicher Bedarf – Priorität Engpassbeseitigung“ aufgeführt ist, elektrifiziert werden.
Im Zuge der Elektrifizierung soll der derzeitige Streckenverlauf, der zwischen Maxhütte-Haidhof und Regenstauf zunächst westlich des Ponholzer Forstes entlang läuft und diesen dann nach einem langgezogenen Bogen durchquert, durch einen Neubauabschnitt begradigt werden. Die Planungen sehen vor, dass die Bahnstrecke nach dem Bahnhof Maxhütte-Haidhof in südlicher Richtung an der Ortschaft Ponholz vorbei verlaufen soll, um in der Nähe des Autobahnschlusses Ponholz die A 93 zu überqueren und danach wieder auf die bestehende Trasse überzugehen. Die Gründe für den geplanten Neubau sind die Ponholzer Höhle, die aus Artenschutzgründen nicht verfüllt werden kann, und eine mögliche Fahrzeitverkürzung von rund drei Minuten. Zudem beinhalten die Pläne ein drittes Gleis zwischen Schwandorf und Irrenlohe. Die Vorplanung des Elektrifizierungsprojekts war im März 2025 abgeschlossen.

### Haltepunkt Regensburg-Walhallastraße
Es ist geplant, die 1984 geschlossene Haltestelle Walhallastraße etwas südlich des ehemaligen Standorts in unmittelbarer Nähe der Donau-Arena nördlich der Walhalla-Allee zu reaktivieren. Diese soll zwei 210 m lange Bahnsteige erhalten. Die Bayerische Eisenbahngesellschaft rechnet mit über 1200 Zu- und Aussteigern, Schätzungen der Deutschen Bahn belaufen sich auf 2000 Fahrgäste täglich. Die Regionalzüge sollen diesen Halt stündlich bedienen. Die Stadt Regensburg plant im Zuge des Neubaus die Stadtbuslinien auf die Haltestelle auszurichten. Die Bauarbeiten an der Haltestelle sollten in der ursprünglichen Planung nach Fertigstellung der Osttangente, die im November 2014 erfolgte, beginnen und zwei Jahre dauern. Nach dieser Planung wäre die Haltestelle etwa zu Beginn des Jahres 2017 eröffnet worden. Fortdauerende Planungs- und Finanzierungsprobleme, die zwischen der Deutschen Bahn und der Stadt Regensburg nicht geklärt werden konnten, haben dazu geführt, dass der für 2020 ins Auge gefasster Eröffnungstermin auf unbestimmte Zeit verschoben wurde. Im Juli 2020 konnte die Finanzierung geklärt werden, der Freistaat Bayern und die Stadt Regensburg stellen für den Bahnhof über 9 Millionen Euro bereit. Die Planung soll (Stand: Juni 2021) 2026 abgeschlossen sein.